# Gaspar Sanz
Gaspar Sanz, född 1640 död 1710, var en spansk kompositör som skrev musik för barockgitarren. Gaspar Sanz kom att bli en inflytelserik person inom spansk barockmusik. Hans verk hittas ofta i den klassiska gitarrens repertoarområde.